# Кинг, Деннис
Деннис Кинг (англ. Dennis King; род. 1 ноября 1971, Georgetown) — канадский государственный и политический деятель. С 2019 года работает премьером Острова Принца Эдуарда и является действующим лидером Прогрессивно-консервативной партии Острова Принца Эдуарда. В 2023 году был переизбран на должность премьера на всеобщих выборах.

## Ранний период жизни
Родился в Джорджтауне, Остров Принца Эдуарда. Много лет работал во многих СМИ Острова Принца Эдуарда, включая Eastern Graphic, The Guardian и CFCY-FM. В 1997 году начал работать координатором по связям с общественностью в Министерстве транспорта, затем стал директором по коммуникациям в Департаменте развития и технологий, и, наконец, директором по коммуникациям и помощником премьера Острова Принца Эдуарда Пэта Биннса.

## Политическая карьера
9 февраля 2019 года был избран лидером Прогрессивно-консервативной партии Острова Принца Эдуарда на партийном съезде в Шарлоттауне. Его партия завоевала большинство мест (12) в Законодательном собрании Острова Принца Эдуарда после подведения итогов всеобщих выборов в 2019 году.

### Премьер Острова Принца Эдуарда
30 апреля 2019 году был приглашен лейтенант-губернатором Антуанеттой Перри сформировать правительство меньшинства и был приведён к присяге в качестве премьера 9 мая 2019. Одержав победу на дополнительных выборах в ноябре 2020 года Прогрессивно-консервативная партия возглавила правительство большинства. В марте 2023 года объявил о досрочных выборах, которые состоялись 3 апреля. Прогрессивно-консервативная партия одержала победу на всеобщих выборах 2023 года, вновь получив большинство мест.

## Личная жизнь
Является автором двух книг: «День, когда они застрелили Ревина: истории из маленького городка Острова Принца Эдуарда» (2016 год) и «Легенда о Бабби Стивенсе» (2017 год). Женат на Яне Хемфилл с 1999 года, у них трое детей.